# Elkonmijn
De Elkonmijn is een geprojecteerde uraniummijn (in feite meerdere mijnen) in de Russische autonome deelrepubliek Jakoetië. Van hieruit moet het Delfstoffencluster van Elkon (Russisch: Эльконская группа месторождений; Elkonskaja groeppa mestorozjdeni) worden gewonnen.

## Geografie
De ertslagen van de mijn liggen nabij de rivier de Elkon (zijrivier van de Aldan). De reserves worden geschat op 357 miljoen ton erts (volgens Rosatom in 2015, eerdere bronnen spraken nog over 270 miljoen ton) met een percentage van 0,15% uranium, waarmee het een van de grootste ter wereld is. De reserves liggen zeer afgelegen op een diepte van 300 tot 1000 meter, wat het delven in combinatie met het lage gehalte uranium relatief duur maakt. In totaal zijn er 8 over grote afstand verspreid gelegen ertslagen, die allen onderdeel vormen van de Elkonhorst binnen het Aldanschild.

## Geschiedenis
In 1959 werden de eerste aanwijzingen gevonden voor het bestaan van de ertslagen, die vervolgens middels een radiografisch bodemonderzoek werden aangetroffen tijdens een expeditie van het Ministerie van Geologie van de Sovjet-Unie in 1961. Tussen 1963 en 1980 werden verschillende geologische onderzoeken uitgevoerd om de omvang vast te kunnen stellen. Pas begin 21e eeuw werden er echter concrete pogingen ondernomen om te komen tot de winning van de erts. De plannen voor de aanleg zijn al meerdere malen opgeschoven: momenteel wordt verwacht dat de mijn pas na 2030 in bedrijf zal worden gesteld. De Elkonmijn vormt de belangrijkste toekomstige strategische ontwikkelingslocatie van Rusland. De exploitant is dochteronderneming ARMZ (AtomRedMetZoloto) van Atomenergoprom.

## Plannen
Het complex moet gaan bestaan uit een aantal mijnschachten, radiometrische sorteerinrichtingen, ertsmolens en ertsverwerkers. Voor de aanleg is een aftakking nodig van de Spoorlijn Amoer-Jakoetsk van 53 km vanaf het stadje Tommot, een weg van 10 kilometer en een hoogspanningsmast naar Aldan. De jaarlijkse productie zou op kunnen lopen tot maximaal 5000 ton uranium.